# Stabat Mater (Boccherini)
Pour les articles homonymes, voir Stabat Mater (homonymie).
Le Stabat Mater en fa mineur est une œuvre composée par Luigi Boccherini en 1781 (G. 532a), révisée en 1800 (G. 532b) et publiée l'année suivante.

## Présentation
Luigi Boccherini (1743-1805) est un musicien essentiellement connu pour sa musique de chambre (quintettes à cordes). Son œuvre vocale reste moins jouée. Il était pourtant marié à une cantatrice et a écrit quelques pièces religieuses (dont une messe, deux motets et deux oratorios) et de nombreuses arias de concert.
Son Stabat Mater est une commande passée en 1781  pour l’office de Las Arenas, par son employeur, l'infant Don Luis. Le texte repose sur un texte datant du XIIIe siècle et attribué à Jacopone da Todi qui médite sur la souffrance de Marie lors de la crucifixion.
Sa première version repose sur une voix de soprano se mêlant intimement au quintette à cordes (deux violons, un alto, deux violoncelles) en formant un sextuor. Elle est composée de 11 parties et dure environ trois quarts d'heure.
Le musicien reprend la partition près de vingt ans plus tard (en 1800) en y ajoutant une ouverture (premier mouvement de la symphonie op. 35 no 4 de 1782) et trois voix : sopranos et ténor. La partie de l'orchestre n'est pas touchée malgré l'effectif. L'œuvre ainsi remaniée correspond à l'opus 61 du catalogue du musicien.
- Stabat mater dolorosa, Grave assai (fa mineur)
- Cujus animam gementem, Allegro (fa mineur)
- Quae moerebat et dolebat, Allegretto con moto (ut mineur)
- Quid est homo, Adagio assai – Recitativo (ut mineur)
- Pro peccatis suae gentis, Allegretto (la-bémol majeur)
- Eja mater, fons amoris, Larghetto non tanto (mi-bémol majeur)
- Tui nati vulnerati, Allegro vivo (mi-bémol majeur)
- Virgo virginum praeclara, Andantino (si-bémol majeur)
- Fac ut portem Christi mortem, Larghetto (fa majeur)
- Fac me plagis vulnerari, Allegro commodo (ut mineur)
- Quando corpus morietur, Andante lento (fa mineur/fa majeur)

## Discographie
- Stabat Mater (version 1781) - Agnès Mellon, soprano, Ensemble 415, dir. Chiara Banchini (1992, Harmonia Mundi HM 901378)
- Stabat Mater (version 1781) - Roberta Invernizzi, L’Archibudelli (2003, Sony SK 89 926)
- Stabat Mater (version 1800) - Susan Gritton, Sarah Fox, Susan Bickley, Paul Agnew, Peter Harvey, The King's Consort, dir. Robert King (22-24 février 1999, SACD Hyperion SACDA67108)
- Stabat Mater (version 1781) - Sophie Karthäuser, soprano ; Francois Poly, violoncelle ; Hervé Douchy, violoncelle ; Ensemble Les Folies Françoises (2005, Ricercar RIC 244).
- Stabat Mater (version 1781) - Sandrine Piau, soprano ; Pulcinella Orchestra, dir. Ophélie Gaillard (17-19 avril et 1-3 septembre 2018, 2 SACD Apartée AP194)[1]